# Finale du Grand Prix ISU 2005-2006
Navigation
Édition précédente Édition suivante
La finale du Grand Prix ISU est la dernière épreuve qui conclut chaque année le Grand Prix international de patinage artistique organisé par l'International Skating Union. Elle accueille des patineurs amateurs de niveau senior dans quatre catégories: simple messieurs, simple dames, couple artistique et danse sur glace.
Pour la saison 2005/2006, la finale est organisée du 16 au 18 décembre 2005 au gymnase olympique de Yoyogi à Tokyo au Japon. Il s'agit de la 11e finale depuis la création du Grand Prix ISU en 1995.

## Qualifications
Seuls les patineurs qui atteignent l'âge de 14 ans au 1er juillet 2005 peuvent participer aux épreuves du Grand Prix ISU 2005/2006. Les épreuves de qualifications sont successivement :
- le Skate America du 20 au 23 octobre 2005 à Atlantic City
- le Skate Canada du 27 au 30 octobre 2005 à Saint-Jean de Terre-Neuve
- la Coupe de Chine du 2 au 6 novembre 2005 à Pékin
- le Trophée de France du 17 au 20 novembre 2005 à Paris
- la Coupe de Russie du 24 au 27 novembre 2005 à Saint-Pétersbourg
- le Trophée NHK du 1er au 4 décembre 2005 à Kadoma

Les patineurs participent à un ou deux grands-prix. Les six patineurs qui ont obtenu le plus de points sont qualifiés pour la finale et les trois patineurs suivants sont remplaçants.
|             | Messieurs         | Dames            | Couples                             | Danse sur glace                         |
| ----------- | ----------------- | ---------------- | ----------------------------------- | --------------------------------------- |
| 1           | Emanuel Sandhu    | Irina Sloutskaïa | Tatiana Totmianina / Maksim Marinin | Tatiana Navka / Roman Kostomarov        |
| 2           | Jeffrey Buttle    | Mao Asada        | Zhang Dan / Zhang Hao               | Marie-France Dubreuil / Patrice Lauzon  |
| 3           | Daisuke Takahashi | Alissa Czisny    | Maria Petrova / Aleksey Tikhonov    | Olena Hrushyna / Ruslan Honcharov       |
| 4           | Nobunari Oda      | Yukari Nakano    | Aljona Savchenko / Robin Szolkowy   | Galit Chait / Sergei Sakhnovski         |
| 5           | Stéphane Lambiel  | Ielena Sokolova  | Pang Qing / Tong Jian               | Isabelle Delobel / Olivier Schoenfelder |
| 6           | Evan Lysacek      | Miki Ando        | Julia Obertas / Sergei Slavnov      | Oksana Domnina / Maksim Chabaline       |
| Remplaçants |                   |                  |                                     |                                         |
| 1er         | Brian Joubert     | Joannie Rochette | Rena Inoue / John Baldwin           | Tanith Belbin / Benjamin Agosto         |
| 2e          | Evgeni Plushenko  | Shizuka Arakawa  | Valérie Marcoux / Craig Buntin      | Melissa Gregory / Denis Petukhov        |
| 3e          | Johnny Weir       | Yoshie Onda      | Dorota Zagórska / Mariusz Siudek    | Megan Wing / Aaron Lowe                 |

## Résultats

### Messieurs
| Rang    | Nom               | Pays       | Points | Programme court | Programme court | Programme libre | Programme libre |
| ------- | ----------------- | ---------- | ------ | --------------- | --------------- | --------------- | --------------- |
| 1       | Stéphane Lambiel  | Suisse     | 230.10 | 1               | 80.60           | 1               | 149.50          |
| 2       | Jeffrey Buttle    | Canada     | 214.34 | 2               | 76.00           | 2               | 138.34          |
| 3       | Daisuke Takahashi | Japon      | 212.52 | 3               | 74.60           | 3               | 137.92          |
| 4       | Nobunari Oda      | Japon      | 197.05 | 4               | 67.13           | 5               | 129.92          |
| 5       | Emanuel Sandhu    | Canada     | 189.46 | 5               | 57.86           | 4               | 131.60          |
| Forfait | Evan Lysacek      | États-Unis |        |                 |                 |                 |                 |

### Dames
| Rang | Nom              | Pays       | Points | Programme court | Programme court | Programme libre | Programme libre |
| ---- | ---------------- | ---------- | ------ | --------------- | --------------- | --------------- | --------------- |
| 1    | Mao Asada        | Japon      | 189.62 | 1               | 64.38           | 1               | 125.24          |
| 2    | Irina Sloutskaïa | Russie     | 181.48 | 2               | 58.90           | 2               | 122.58          |
| 3    | Yukari Nakano    | Japon      | 161.82 | 4               | 56.04           | 3               | 105.78          |
| 4    | Miki Ando        | Japon      | 157.30 | 3               | 56.70           | 4               | 100.60          |
| 5    | Ielena Sokolova  | Russie     | 150.08 | 5               | 52.30           | 5               | 97.78           |
| 6    | Alissa Czisny    | États-Unis | 140.90 | 6               | 48.26           | 6               | 92.64           |

### Couples
| Rang | Nom                                 | Pays      | Points | Programme court | Programme court | Programme libre | Programme libre |
| ---- | ----------------------------------- | --------- | ------ | --------------- | --------------- | --------------- | --------------- |
| 1    | Tatiana Totmianina / Maksim Marinin | Russie    | 193.60 | 1               | 66.92           | 1               | 126.68          |
| 2    | Zhang Dan / Zhang Hao               | Chine     | 186.12 | 4               | 61.76           | 2               | 124.36          |
| 3    | Aljona Savchenko / Robin Szolkowy   | Allemagne | 180.10 | 3               | 61.78           | 3               | 118.32          |
| 4    | Maria Petrova / Aleksey Tikhonov    | Russie    | 178.10 | 2               | 62.10           | 4               | 116.00          |
| 5    | Julia Obertas / Sergei Slavnov      | Russie    | 169.20 | 5               | 59.28           | 6               | 109.92          |
| 6    | Pang Qing / Tong Jian               | Chine     | 168.34 | 6               | 57.94           | 5               | 110.40          |

### Danse sur glace
| Rang | Nom                                     | Pays    | Points | Danse originale | Danse originale | Danse libre | Danse libre |
| ---- | --------------------------------------- | ------- | ------ | --------------- | --------------- | ----------- | ----------- |
| 1    | Tatiana Navka / Roman Kostomarov        | Russie  | 165.72 | 1               | 63.01           | 1           | 102.71      |
| 2    | Olena Hrushyna / Ruslan Honcharov       | Ukraine | 154.53 | 2               | 58.84           | 3           | 95.69       |
| 3    | Marie-France Dubreuil / Patrice Lauzon  | Canada  | 152.36 | 3               | 55.42           | 2           | 96.94       |
| 4    | Galit Chait / Sergei Sakhnovski         | Israël  | 149.49 | 4               | 54.98           | 4           | 94.51       |
| 5    | Oksana Domnina / Maksim Chabaline       | Russie  | 142.73 | 5               | 51.66           | 6           | 91.07       |
| 6    | Isabelle Delobel / Olivier Schoenfelder | France  | 139.65 | 6               | 48.13           | 5           | 91.52       |

## Sources
- (en) Résultats de la finale 2005/2006 du Grand Prix ISU sur le site de l'ISU
- Patinage Magazine N°101 (Mars 2006)